# 朴相旭
朴相旭（韓語：박상욱，1976年1月18日—），韓國男演員。

## 演出作品

### 電視劇
- 2001年：KBS《不與父親般居住》飾演 九聖哲
- 2008年：KBS《快刀洪吉童》飾演 沈洙根
- 2008年：KBS《戰友》飾演 白勝真
- 2012年：MBC《武神》飾演 李公柱
- 2013年：KBS《IRIS 2》
- 2014年：KBS《Healer》飾演 裴尚修
- 2016年：SBS《Wanted》
- 2019年：tvN《羅曼史是別冊附錄》88宵夜送貨員（客串）

### 電影
- 2002年：《黑道千金逼我嫁》
- 2003年：《蝴蝶先生》
- 2003年：《間諜要回家》
- 2005年：《人民公敵2》
- 2005年：《雙胞胎》
- 2006年：《中天》
- 2007年：《拳擊女郎》
- 2009年：《鄭勝必失踪事件》
- 2010年：《不可饒恕》
- 2012年：《黑道千金逼我嫁5：家門的歸來》
- 2013年：《追擊者》
- 2019年：《壞傢伙們：The Movie（朝鲜语：나쁜 녀석들: 더 무비）》飾演 金昌珉

## 外部連結
- NAVER搜索